# Museo marittimo e storico del litorale croato
Il Museo marittimo e storico del litorale croato (in croato: Pomorski i povijesni muzej Hrvatskog primorja) è un museo di Fiume, in Croazia.
Fondato nel 1961, il museo è ospitato nello storico Palazzo del Governatore.
Attraverso mostre permanenti e collezioni, il museo offre un quadro della storia fiumana e della regione costiera croata, nonché della tradizione marittima della zona. Le collezioni espongono oggetti dalla preistoria ai tempi moderni.

## Storia

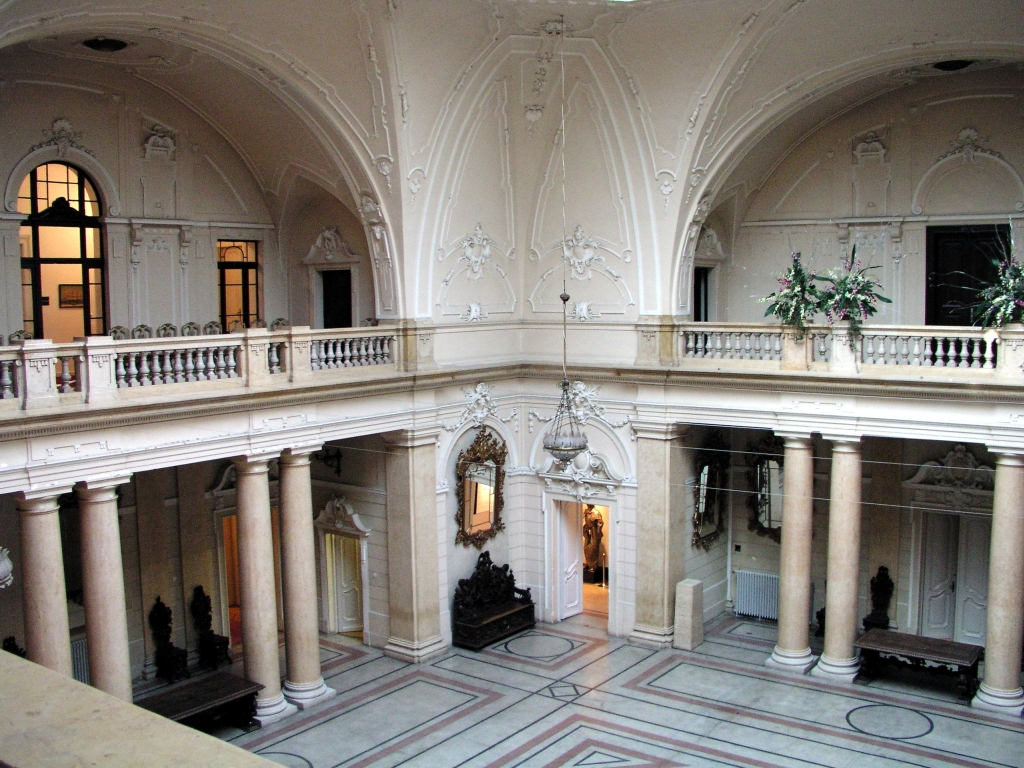
Interno del museo

La fondazione del museo è legato ad un aneddoto risalente al 13 maggio 1775, quando l'imperatore Giuseppe II d'Asburgo-Lorena visitò il generale Nicolò de Lumage de Millekrona: il sovrano bevve poi da una coppa che, dopo 100 anni, fu offerto in dono al suo successore Francesco Giuseppe I in visita alla città. L'imperatore, tuttavia, declinò il regalo e suggerì invece che il bicchiere di vetro fosse esposto nel museo cittadino della città (tale oggetto è oggi esposta nella sezione marittima).
Il Museo civico di Fiume venne fondato nel 1883 e nel 1949 inglobò il museo civico di Sussak (fondato nel 1933), venendo ridenominato Museo del litorale croato (Muzej hrvatskog primorja). Nel 1953, il museo cambiò il suo nome in Museo nazionale (Narodni muzej) e il 21 giugno 1961 venne fuso insieme al museo di storia marina nell'attuale museo. Le collezioni, che precedentemente si trovavano in diversi edifici, vennero poi raccolte tutte all'interno del Palazzo del Governatore.
Nel 2015 è stata inaugurata nel comune di Mattuglie la sede decentrata del museo nel Centro commemorativo "Lipa ricorda" che ripercorre la storia dell'eccidio di Lippa di Elsane del 1944, strage nazifascista in cui furono uccisi 269 civili inermi, quasi tutti anziani, donne e bambini.

## Esposizione

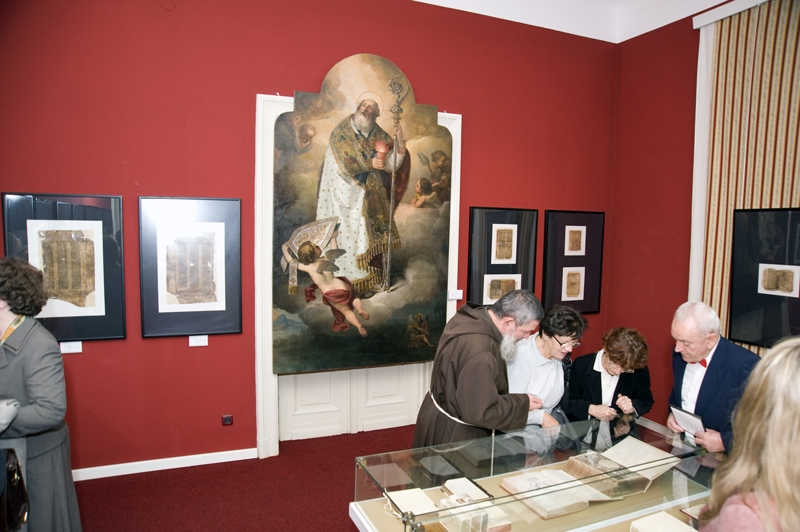
Interno del museo

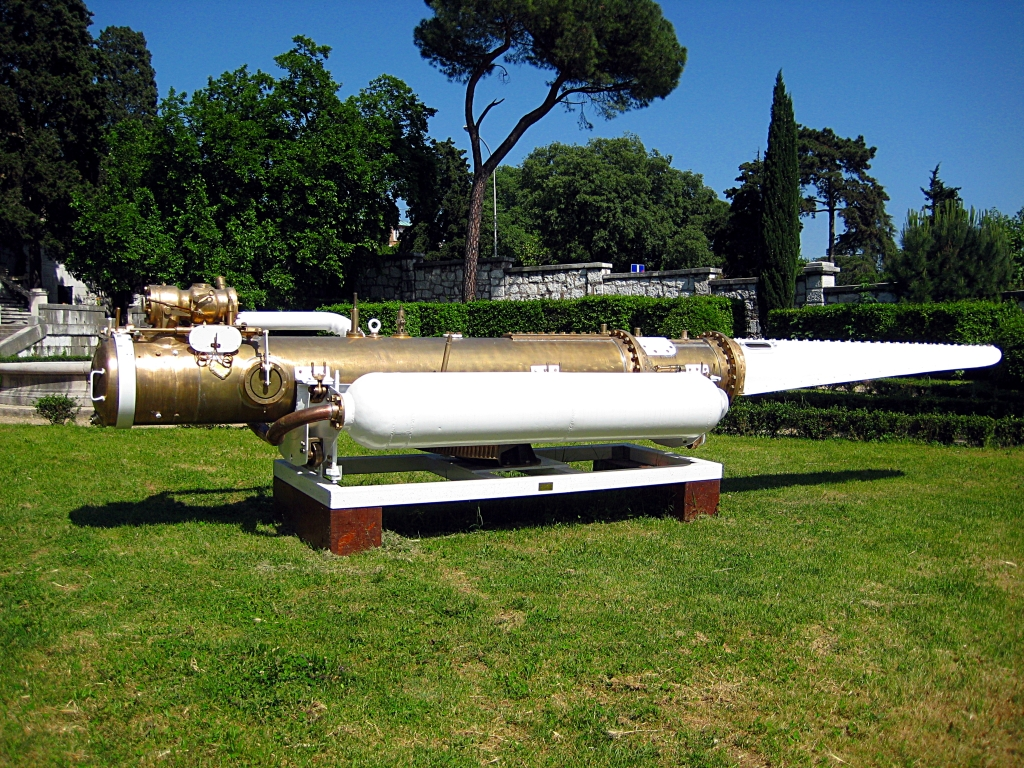
Tubo di lancio per siluri

Il museo è diviso in cinque sezioni:
- Sezione archeologica
- Sezione etnografica
- Sezione di storia culturale
- Sezione di storia navale
- Sezione educativa